# Старая Ювала
Село Старая Ювала — административный центр Староювалинского сельского поселения, расположенного в Кожевниковском районе Томской области.

## География
Село расположено на реке Бакса (приток Шегарки), в 40 км от районного центра села Кожевниково.

## История
В 2004 году фактически включена в состав села деревня Песочно-Горельск.

## Население
| 1926 | 2002  | 2010 | 2012 | 2013  | 2014 | 2015 |
| ---- | ----- | ---- | ---- | ----- | ---- | ---- |
| 570  | ↗1019 | ↘998 | →998 | ↗1005 | ↘972 | ↘961 |
| 2021 |       |      |      |       |      |      |
| ↗978 |       |      |      |       |      |      |